# Kebri Dahar
Pour le district, voir Kebri Dahar (woreda).
Qabri Dahar (Af soomaali: Qabridahare) est une ville d'Éthiopie située dans la zone Korahe de la région Somali. Elle se trouve à 6° 44′ 20″ N, 44° 16′ 45″ E et à 493 mètres d'altitude.
La ville possède un aéroport.